# NGC 2537
NGC 2537 هي مجرة قزمة تقع في كوكبة الوشق وتبعد حوالي 3 درجات NNW من نجم 31 Lyncis. وهو ينتمي إلى فئة iE من الأزرق القزم المدمجة (BCD)، والتي وصفت بأنها أطياف المجرة مع الأساسية السفلية البيضاوية الشكل ومنخفض سطوع السطح.
كان يعتقد منذ فترة طويلة أن من المحتمل أن تتفاعل مع IC 2233. ومع ذلك يعتبر الآن من المستبعد جدا حيث أظهرت الملاحظات أن المجرات تقع على مسافات مختلفة.

## وصلات خارجية
- NGC 2537 على موقع ويكي سكاي: DSS2, SDSS, GALEX, IRAS, Hydrogen α, X-Ray, Astrophoto, Sky Map, Articles and images